# 背崩楼梯草
背崩楼梯草（学名：Elatostema beibengense）为荨麻科楼梯草属下的一个种。

## 扩展阅读
- 維基物種上的相關：背崩楼梯草